# Tangdian Zhen
Tangdian Zhen (kinesiska: 倘甸, 倘甸镇) är en köping i Kina. Den ligger i provinsen Yunnan, i den sydvästra delen av landet, omkring 82 kilometer norr om provinshuvudstaden Kunming. Antalet invånare är 36 906. Befolkningen består av 18 402 kvinnor och 18 504 män. Barn under 15 år utgör 20,0 %, vuxna 15-64 år 69 %, och äldre över 65 år 10,0 %.
Genomsnittlig årsnederbörd är 904 millimeter. Den regnigaste månaden är juni, med i genomsnitt 187 mm nederbörd, och den torraste är januari, med 8 mm nederbörd.